# Ribodon limbatus
Ribodon limbatus és una espècie de sireni que va viure a Amèrica del Sud durant el Tortonià. És l'única espècie del gènere Ribodon.